# Eremobates oregonensis
Eremobates oregonensis es una especie de arácnido  del orden Solifugae de la familia Eremobatidae.

## Distribución geográfica
Se encuentra en Oregón (Estados Unidos).